# Cercle municipal Casablanca (omnisports)
Le Cercle Municipal Casablanca (CMC) est un club sportif omnisports marocain, basé à Casablanca dont il était fondé en 1934 par les français de la ville.

## Historique
Créé en 1934 à l’initiative de certains fonctionnaires municipaux, situé en plein cœur de Casablanca (parc de la Ligue arabe) et s’étalant sur une superficie d’environ 8 000 m2, le CMC est l’un des tout  premiers clubs de la ville. 

## Palmarès
- Championnat du Maroc (1)
  - Champion : 1974, 1977
- Coupe du Trône (3)
  - Vainqueur : 1967, 1968, 1983
  - Finaliste : 1962, 1972
- Ligue des champions d'UMBB (1)
  - Vainqueur : 1974